# 福多爾公司
福多爾公司（Fodor's）是世界最大的英文旅遊信息出版公司。現在隸屬于蘭登書屋。

## 历史
福多爾公司的首部旅行指南出版于1936年。福多爾已經對超過300個旅遊目的地出版了440本以上的旅行手冊。

## 外部連結
- Fodors.com （页面存档备份，存于）, official site.